# Hoya kanlaonensis
Hoya kanlaonensis är en oleanderväxtart som beskrevs av Kloppenb., S.Siar och Ferreras. Hoya kanlaonensis ingår i släktet Hoya och familjen oleanderväxter. Inga underarter finns listade i Catalogue of Life.